# WolframAlpha
Título a ser usado para criar uma ligação interna é WolframAlpha.
Wolfram|Alpha (com grafia alternativa de WolframAlpha ou Wolfram Alpha) é um mecanismo de conhecimento computacional (computational knowledge engine, em inglês) desenvolvido pela Wolfram Research. É um serviço on-line que responde às perguntas diretamente, mediante o processamento da resposta extraída de base de dados estruturados, em vez de proporcionar uma lista dos documentos ou páginas web que poderiam conter a resposta, tal como faziam os mecanismos de busca.
Anunciado em março de 2009 pelo físico britânico Stephen Wolfram e em funcionamento desde 18 de maio de 2009, o Wolfram|Alpha se baseia no outro carro-chefe da empresa, o Mathematica, uma plataforma computacional. O código está escrito em Wolfram Language, uma linguagem de programação multiparadigmática. O WolframAlpha coleta dados de sites acadêmicos e comerciais, como o The World Factbook da CIA, o United States Geological Survey, All About Birds (publicação da Cornell University Library), Chambers Biographical Dictionary, Dow Jones, The Catalogue of Life,[3] CrunchBase,[6] Best Buy,[7] e a FAA para responder a consultas. A versão em espanhol foi lançada em 2022.[9]
Em 08 de fevereiro de 2012, foi lançado o WolframAlpha Pro, que oferece aos usuários recursos adicionais por uma taxa mensal de assinatura.

## Visão geral
Os usuários enviam consultas e solicitações de cálculos por meio de um campo de texto. O Wolfram|Alpha então calcula respostas e visualizações relevantes a partir de uma base de conhecimento de dados curados e estruturados provenientes de outros sites e livros. Ele pode responder a perguntas factuais formuladas de maneira específica em linguagem natural. O Wolfram|Alpha exibe sua "Interpretação da Entrada" para a pergunta, utilizando frases padronizadas. Ele também pode analisar simbolismo matemático e fornecer resultados numéricos e estatísticos em resposta. 
O Wolfram|Alpha é capaz de computar conhecimento nas mais diversas áreas, conforme exemplificado na própria página, como matemática, estatística, finanças, geografia e nutrição. As respostas fornecidas pelo mecanismo de conhecimento computacional são precisas e definidas pela capacidade do mecanismo compreender as perguntas que, até o momento, só podem ser feitas em inglês e em espanhol. Os dados usados pelo Wolfram|Alpha são previamente processados pela Wolfram Research, o que pode limitar a quantidade de informações disponíveis, e gerar questões com relação a confiança das respostas. Porém, é possível consultar as referências utilizadas para a obtenção dos resultados. É possível também fazer o requerimento por e-mail da fonte utilizada de determinado dado nas pesquisas, uma vez que a bibliografia apresentada pelo site não faz esta separação.
Desenvolvimento
O WolframAlpha é escrito em Wolfram Language, uma linguagem de programação geral de vários paradigmas, e implementado no Mathematica.  

## Usos
O WolframAlpha foi utilizado para alimentar algumas buscas nos motores de busca Microsoft Bing e DuckDuckGo, mas não é mais usado para fornecer resultados de pesquisa. Para responder a perguntas factuais, o WolframAlpha foi utilizado pela Siri da Apple e pela Amazon Alexa para consultas matemáticas e científicas, mas não está mais operacional nesses serviços. Os tipos de dados do WolframAlpha tornaram-se disponíveis em julho de 2020 no Microsoft Excel, mas a parceria entre Microsoft e Wolfram chegou ao fim quase dois anos depois, em 2022, em prol dos tipos de dados do Microsoft Power Query. A funcionalidade do WolframAlpha no Microsoft Excel foi encerrada em junho de 2023.

## História
Os preparativos para o lançamento do WolframAlpha começaram em 15 de maio de 2009, às 19h (Horário Central dos Estados Unidos), e foram transmitidos ao vivo no Justin.tv. O plano era lançar o serviço publicamente algumas horas depois. No entanto, houve problemas devido à carga extrema. O serviço foi oficialmente lançado em 18 de maio de 2009,[18] recebendo críticas mistas.[19][20] Em 2009, defensores do WolframAlpha apontaram para seu potencial, alguns afirmando que a forma como determina os resultados é mais importante do que a utilidade imediata. 

## Tecnologia
O Wolfram|Alpha é escrito em 15 milhões de linhas de código do Mathematica e corre em mais de 10 mil CPUs. A base de dados inclui atualmente centenas de datasets, tais como “Todo o clima atual e passado”. Os datasets foram acumulados ao longo de vários anos. Os datasets curados tem a sua qualidade analisada por um cientista ou outro especialista de um campo relevante, ou ainda por algum funcionário que simplesmente verifique se os datasets são “aceitáveis”.
Um exemplo de um dataset que o Wolfram|Alpha pode usar é o perfil de um usuário do Facebook. Se o usuário autorizar o Facebook a compartilhar detalhes de sua conta com o site, o Wolfram|Alpha pode gerar um relatório de análise de dados pessoais, contendo informações sobre o usuário e seus amigos, como a frequência de palavras usadas em atualizações de status, a distribuição etária dos amigos, ou ainda a quantidade de homens e mulheres entre eles e sua situação amorosa atual. Duas semanas depois do lançamento do serviço de análise dos dados do Facebook, 400.000 usuários já o tinham utilizado. Resultados completos da consulta para download exigem pagamento, mas sumários dos resultados estão disponíveis gratuitamente.

## Aplicativos Móveis
Para as plataformas Android e Nook, o único aplicativo existente é o que substitui a interface da internet do Wolfram|Alpha. Porém, para o iOS, existem diversos aplicativos em várias áreas. Alguns exemplos são:
- Teoria de música
- Astronomia
- Cálculo
- Calculadora de investimentos
- Informação de voos
- Estrelas e planetas
- Probabilidades em jogos
- Assistente Legal (para advogados)

## Wolfram Alpha Pro
O  Wolfram Alpha Pro foi lançado em 08 de Fevereiro de 2012, oferecendo aos usuários recursos adicionais por uma assinatura mensal. Uma nova função-chave é a capacidade de carregar vários arquivos em formatos comuns, como imagens, áudio e XM para análise automática. Outras funções incluem um teclado mais extenso, interatividade com CDF, download de dados e a possibilidade de customizar e gravar resultados graficamente.